# Wybory parlamentarne w Mongolii w 1951 roku

Kolorem czerwonym zaznaczono udział MPL

Wybory parlamentarne odbyły się w Mongolii 10 czerwca 1951 roku. W tym czasie, kraj był jednopartyjnym państwem rządzonym przez Mongolską Partię Ludową. Partia ta zdobyła 176 z 294 miejsc, a pozostałe 118 miejsc zajęli bezpartyjni kandydaci, którzy zostali wybrani przez MPL, ze względu na ich status społeczny. Frekwencja wyborcza wynosiła 99,9%.

## Wyniki
| Partia      | Przywódca            | Liczba miejsc |
| ----------- | -------------------- | ------------- |
| MPL         | Jumdżaagijn Cedenbal | 176           |
| bezpartyjni | brak                 | 118           |
| łącznie     | -                    | 294           |